# Erin Hills Golf Course
Erin Hills is een golfbaan in Erin, ten zuiden van Hartford (Wisconsin) in de Verenigde Staten.
De baan werd geopend in 2006 en was oorspronkelijk eigendom van vastgoedontwikkelaar Bob Lang, die de bouw ervan zelf financierde. Hij wilde het  US Open kampioenschap naar zijn baan halen, maar raakte in financiële moeilijkheden en moest zijn baan verkopen.
Andy Ziegler, een zakenman uit Milwaukee, kocht de baan en is sedert 2009 de eigenaar van Erin Hills. Hij slaagde erin om het Amerikaans amateurkampioenschap te organiseren in 2011 en uiteindelijk het US Open in 2017. Dat was de eerste keer dat dit toernooi plaatsvond op de baan van een individuele eigenaar. Het was ook de eerste maal dat het US Open in de staat Wisconsin werd georganiseerd.

## Belangrijke golftoernooien
- 2011: Amerikaans amateurkampioenschap golf, gewonnen door Kelly Kraft
- 2017: 117e US Open kampioenschap, gewonnen door Brooks Koepka.